# Poets of the Fall
I Poets of the Fall (abbreviato POTF) sono un gruppo musicale rock finlandese fondato nel 2003 a Helsinki.

## Storia
La band è composta dal cantante Marko Saaresto, dal chitarrista Olli Tukiainen (Ollie) e dal tastierista Markus Kaarlonen (Captain), unitosi al gruppo in un secondo momento durante le registrazioni del primo album. Tra il 2005 e il 2006 si sono aggiunti anche il chitarrista Jaska Makinen, il batterista Jari Salminen e il bassista Jani Snellman, entrati poi nel gruppo in pianta stabile nel 2010.
La band ha pubblicato i singoli Late Goodbye e Lift, tratti dall'album Signs of Life, che ha venduto 15 000 copie in un paio di mesi e ha finora venduto oltre 30 000 copie. Il singolo Late Goodbye è stato utilizzato come main track nel videogioco Max Payne 2, contribuendo a creare un considerevole gruppo di fan ancor prima dell'uscita del primo album.
Il brano Lift è stato anche utilizzato nei credits finali del famoso software di benchmarking "3D Mark"
Nel 2006 è stato pubblicato l'album Carnival of Rust.
Hanno anche vinto l'MTV Europe Music Award come miglior band finlandese.
La band ha pubblicato il suo terzo album, Revolution Roulette, il 26 marzo 2008.
Il quarto album della band, Twilight Theater, è uscito in Finlandia il 17 marzo 2010, preceduto, il 3 febbraio, dal singolo Dreaming Wide Awake.
I Poets of the Fall hanno inoltre prestato War, una traccia del loro album Twilight Theater, come colonna sonora per il videogame della Remedy Alan Wake, uscito il 14 maggio 2010. Gli stessi hanno scritto e interpretato due canzoni, Children of the Elder God e The Poet and the Muse, con il nome di Old Gods Of Asgard, un gruppo esistente nell'universo di Alan Wake. Ritornano anche in Alan Wake American Nightmare con il brano Balance Slays the Demon, sempre nelle vesti del gruppo rock fittizio Old Gods of Asgard.
Il quinto album del gruppo, Temple of Thought, è stato pubblicato il 21 marzo 2012.
Il sesto album del gruppo, Jealous Gods, è stato pubblicato il 19 settembre 2014, preceduto dal singolo Daze il 22 agosto 2014. Il 19 febbraio 2016 hanno distribuito il loro primo album dal vivo Live in Moscow.
Il 30 Settembre 2016 è uscito il settimo album Clearview, preceduto dal video di una delle tracce, Drama for Life.
Il 31 gennaio 2018 il gruppo ha presentato il singolo False Kings insieme al relativo videoclip. Il 7 settembre 2018 è stata la volta di Dancing on Broken Glass, attraverso il quale i Poets of the Fall hanno annunciato l'ottavo album Ultraviolet, uscito poi il 5 ottobre 2018. Nel 2019 hanno anche pubblicato il singolo The Sweet Escape nella sua versione originale e anche in una versione speciale in francese chiamata Partir avec moi. Nel 2019 i Poets of the Fall collaborano ancora con Remedy Entertainment per Control, inserendo nel videogioco le canzoni My Dark Disquiet (dall'album Ultraviolet) e Take Control, scritta di nuovo con il nome fittizio di Old Gods of Asgard.
Nel 2020 la band, non potendo fare concerti a causa della pandemia di COVID-19, ha pubblicato l'album live Alexander Theatre Sessions, anticipato da diversi singoli che sono poi andati a comporre l'album intero l'11 dicembre. Nel 2021 hanno pubblicato il singolo Stay Forever, un rifacimento della canzone Stay inserita nel primo album in studio della band Sings of Life.
Il 1 aprile 2022 la band è tornata sulle scene musicali con il singolo e videoclip di Requiem for My Harlequin, anticipando l'uscita del nono album Ghostlight il 29 aprile dello stesso anno. Per alcune date del tour, il batterista Jari Salminen, impegnato in altri progetti, viene sostituito temporaneamente dal turnista Tuomas Rauhala.
Nel 2023, sempre come Old Gods of Asgard, collaborano nuovamente con Remedy Entertainment per il sequel di Alan Wake con la canzone Herald of Darkness.

## Formazione
Attuale
- Marko Saaresto – voce (2003-presente)
- Olli Tukiainen – chitarra (2003-presente)
- Markus "Captain" Kaarlonen – tastiera (2003-presente)
- Jaska Mäkinen – chitarra, cori (2005-presente)
- Jani Snellman – basso (2005-presente)
- Jari Salminen – batteria (2006-presente)

Turnisti
- Tuomas Rauhala – batteria (2022-presente)

## Discografia

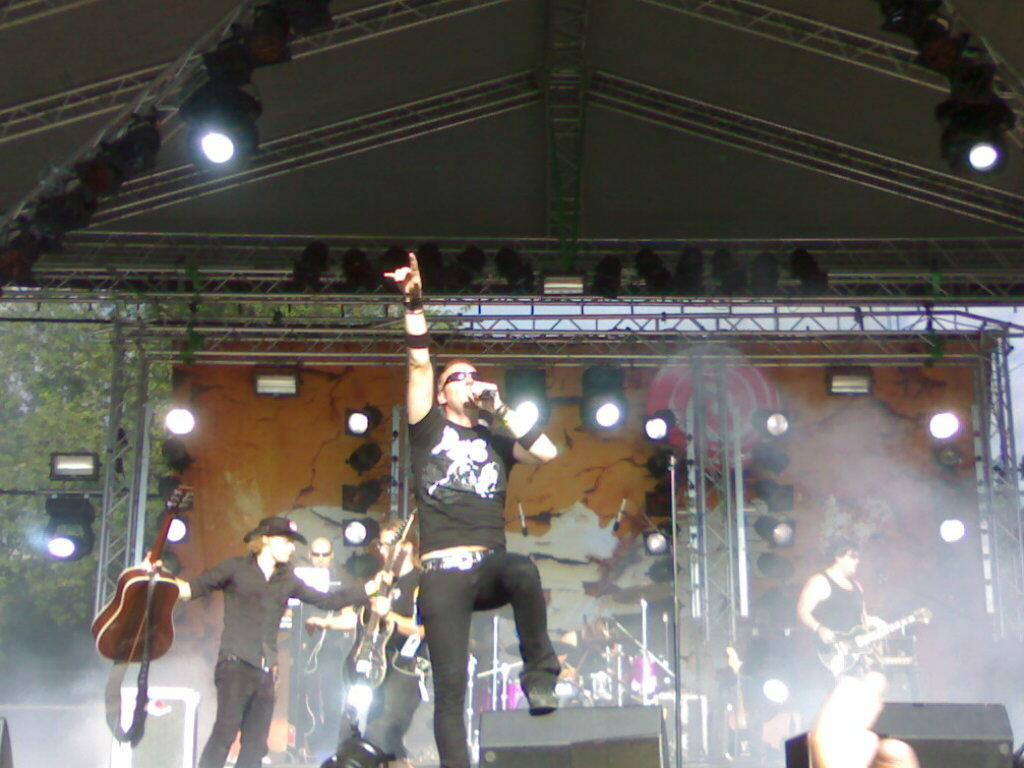
Poets of the Fall in concerto nel 2007

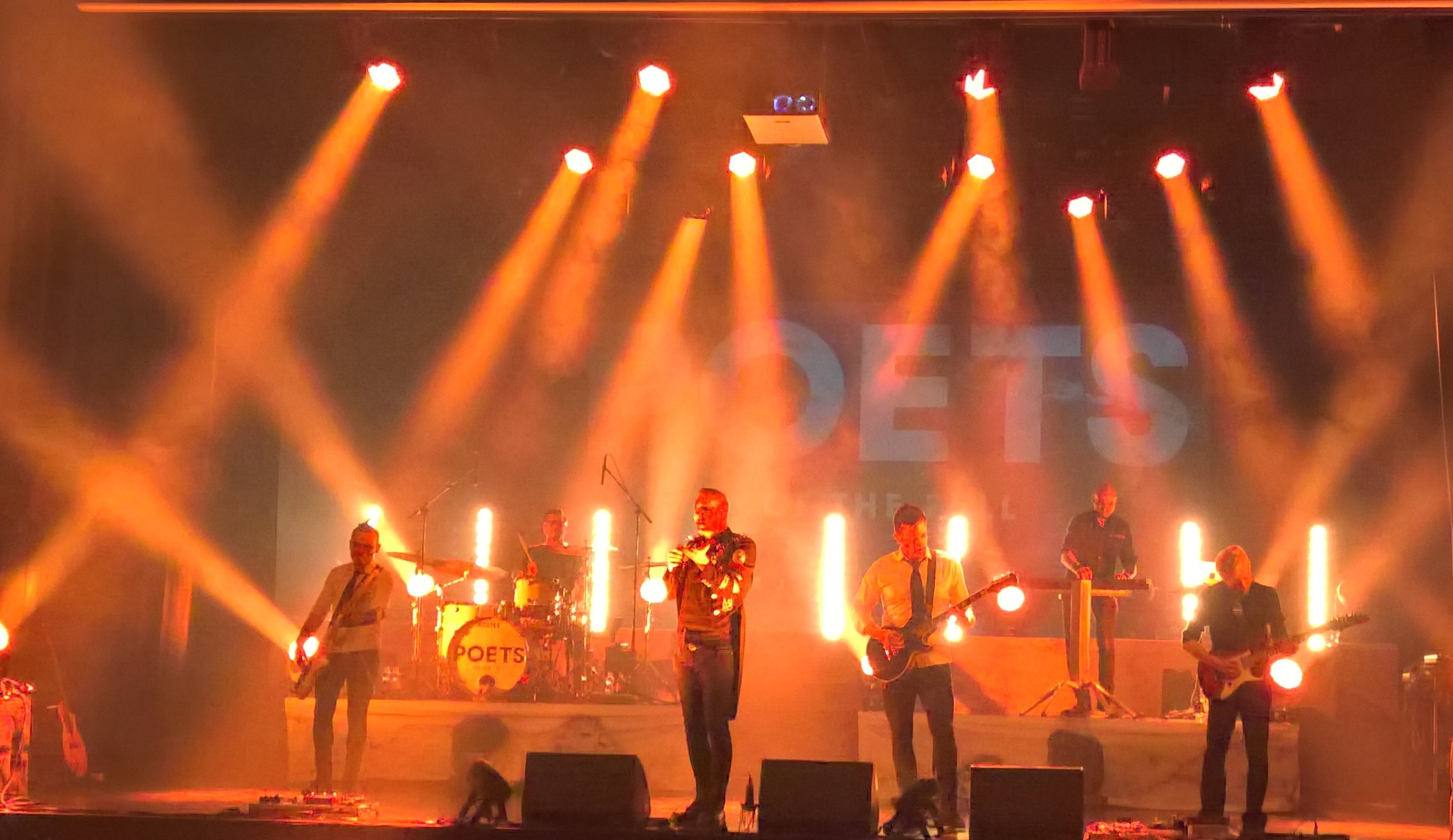
Poets of the Fall in concerto nel 2017

### Album in studio
- 2005 – Signs of Life
- 2006 – Carnival of Rust
- 2008 – Revolution Roulette
- 2010 – Twilight Theater
- 2012 – Temple of Thought
- 2014 – Jealous Gods
- 2016 – Clearview
- 2018 – Ultraviolet
- 2022 – Ghostlight

### Album dal vivo
- 2016 – Live in Moscow
- 2020 – Alexander Theatre Sessions

### Raccolte
- 2011 – Alchemy Vol. 1

### Singoli
- 2004 – Late Goodbye
- 2004 – Lift
- 2004 – Maybe Tomorrow Is a Better Day
- 2006 – Carnival of Rust
- 2006 – Sorry Go 'Round
- 2006 – Locking Up the Sun
- 2008 – The Ultimate Fling
- 2008 – Diamonds For Tears
- 2008 – You Know My Name (Studio Live)
- 2008 – Diamonds For Tears (Studio Live)
- 2010 – Dreaming Wide Awake
- 2010 – War
- 2011 – Can You Hear Me?
- 2012 – Cradled in Love
- 2012 – The Happy Song (American Nightmare Edit)
- 2012 – Kamikaze Love
- 2012 – The Lie Eternal
- 2014 – Daze
- 2015 – Choice Millionaire
- 2016 – Drama for Life
- 2017 – Children of the Sun
- 2018 – False Kings
- 2018 – Dancing on Broken Glass
- 2019 – The Sweet Escape
- 2019 – Partir avec moi
- 2019 – My Dark Disquiet
- 2020 – King of Fools (Alexander Theatre Sessions)
- 2020 – War (Alexander Theatre Sessions)
- 2020 – The Sweet Escape (Alexander Theatre Sessions)
- 2020 – Dreaming Wide Awake (Alexander Theatre Sessions)
- 2020 – Fragile (Alexander Theatre Sessions)
- 2020 – False Kings (Alexander Theatre Sessions)
- 2020 – Angel (Alexander Theatre Sessions)
- 2020 – Lift (Alexander Theatre Sessions)
- 2020 – Jealous Gods (Alexander Theatre Sessions)
- 2020 – Children of the Sun (Alexander Theatre Sessions)
- 2020 – Rebirth (Alexander Theatre Sessions)
- 2021 – Stay Forever
- 2022 – Requiem for My Harlequin

## Videografia
- Late Goodbye (2005)
- Lift (2005)
- Carnival of Rust (2006)
- Locking up the Sun (2006)
- Diamonds for Tears (2008)
- Dreaming Wide Awake (2010)
- War (2010)
- Can You Hear Me? (2011)
- Cradled In Love (2012)
- Daze (2014)
- Choice Millionaire (2014)
- Drama for Life (2016)
- False Kings (2018)
- Dancing on Broken Glass (2018)
- The Sweet Escape (2019)
- My Dark Disquiet (2019)
- Stay Forever (2021)
- Requiem for My Harlequin (2022)